# إدوارد بولارد
إدوارد بولارد (بالإنجليزية: Edward Bullard)‏ (و. 1907 – 1980 م) هو فيزيائي من المملكة المتحدة، ولد في نورتش.
وكان عضواً في الجمعية الملكية، والأكاديمية الأمريكية للفنون والعلوم.
توفي في لاهويا، عن عمر يناهز 73 عاماً.

## التعليم
تعلم في كلية كلير

## مناصب وهيئات
أدار جامعة تورنتو.

## جوائز
حصل على جوائز منها:
- ميدالية ولاستون (1967)
- ميدالية ألكسندر أغاسيز (1965)
- الميدالية الذهبية للجمعية الفلكية الملكية (1965)
- ميدالية آرثر داي (1959)[9]
- وسام هيوز (1953)
- قلادة ملكية
- زمالة الجمعية الملكية.

## روابط خارجية
- إدوارد بولارد على موقع الموسوعة البريطانية (الإنجليزية)
- إدوارد بولارد على موقع إن إن دي بي (الإنجليزية)